# Tituria virescens
Tituria virescens är en insektsart som beskrevs av Kuoh 1987. Tituria virescens ingår i släktet Tituria och familjen dvärgstritar. Inga underarter finns listade i Catalogue of Life.